# Condado de Berrien (Míchigan)
El condado de Berrien (en inglés: Berrien County, Míchigan), fundado en 1829, es uno de los 83 condados del estado estadounidense de Míchigan. En el año 2000 tenía una población de 162.453 habitantes con una densidad poblacional de 110 personas por km². La sede del condado es St. Joseph.

## Geografía
Según la Oficina del Censo, el condado tiene un área total de 4095 km² (1581,1 mi²), de la cual 1479 km² (571 mi²) es tierra y 2616 km² (1010,0 mi²) es agua.

## Condados adyacentes
- Condado de Van Buren norte
- Condado de Buren noreste
- Condado de Cass este
- Condado de Saint Joseph sureste
- Condado de LaPorte sur
- Condado de Porter suroeste
- Condado de Cook oeste
- Condado de Lake noroeste

## Demografía
En el 2000 la renta per cápita promedia del condado era de $38,567, y el ingreso promedio para una familia era de $46,548. El ingreso per cápita para el condado era de $19,952. En 2000 los hombres tenían un ingreso per cápita de $36,582 frente a los $23,800 que percibían las mujeres. Alrededor del 12.70% de la población estaba bajo el umbral de pobreza nacional.

## Lugares

### Ciudades
- Benton Harbor
- Bridgman
- Buchanan
- Coloma
- New Buffalo
- Niles
- St. Joseph
- Watervliet

### Villas
- Baroda
- Berrien Springs
- Eau Claire
- Galien
- Grand Beach
- Michiana
- Shoreham
- Stevensville
- Three Oaks

### Lugar designado por el censo
- Benton Heights
- Fair Plain
- Lake Michigan Beach
- New Troy
- Paw Paw Lake
- Shorewood-Tower Hills-Harbert

### Comunidades no incorporadas
- Berrien Center
- Bethany Beach
- Birchwood
- Dayton
- Glendora
- Harbert
- Hazelhurst
- Lakeside
- Millburg
- Sawyer
- Scottdale
- Shorewood Hills
- Tower Hill Shorelands
- Union Pier

### Municipios
| - Municipio de Bainbridge - Municipio de Baroda - Municipio de Benton - Municipio de Berrien - Municipio de Bertrand | - Municipio de Buchanan - Municipio de Chikaming - Municipio de Coloma - Municipio de Galien - Municipio de Hagar | - Municipio de Lake - Municipio de Lincoln - Municipio de New Buffalo - Municipio de Niles | - Municipio de Oronoko - Municipio de Pipestone - Municipio de Royalton - Municipio de Sodus | - Municipio de St. Joseph - Municipio de Three Oaks - Municipio de Watervliet - Municipio de Weesaw |

### Campos de golf
- Berrien Hills Country Club – Benton Harbor
- Blossom Trails Golf Club – Benton Harbor
- Brookwood Golf Course - Buchanan
- Lake Michigan Hills Golf Club - Benton Harbor
- Lost Dunes Golf Club - Bridgman
- Oaks Golf Club – St. Joseph
- Orchard Hills Country Club - Buchanan
- Paw Paw Lake Golf Club - Coloma/Watervliet
- Pebble Wood Country Club - Bridgman
- Point O'Woods Golf & Country Club - Benton Harbor

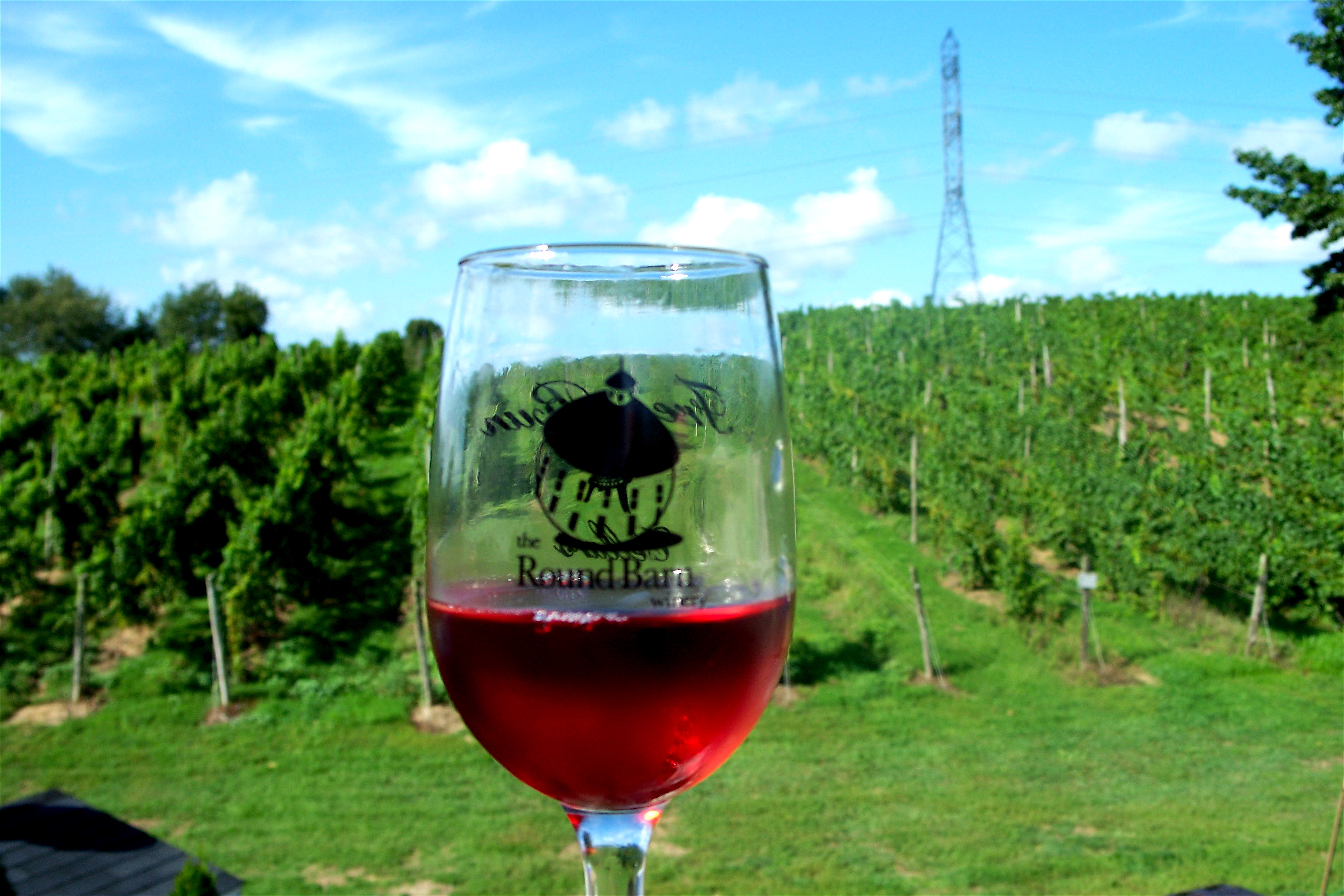
Postre de arándano vino en bodega Round Barn, la destilería y fábrica de cerveza en Baroda, Míchigan

### Bodegas
- Lemon Creek Winery and Fruit Farm – Baroda
- Round Barn Winery - Baroda
- Tabor Hill Winery y Restaurant - Buchanan
- Contessa Winery - Coloma
- Karma Vista Winery - Coloma
- Hickory Creek Winery - Buchanan
- Free Run Cellars - Berrien Springs